# Die Finals – Dresden 2025/Bogenschießen

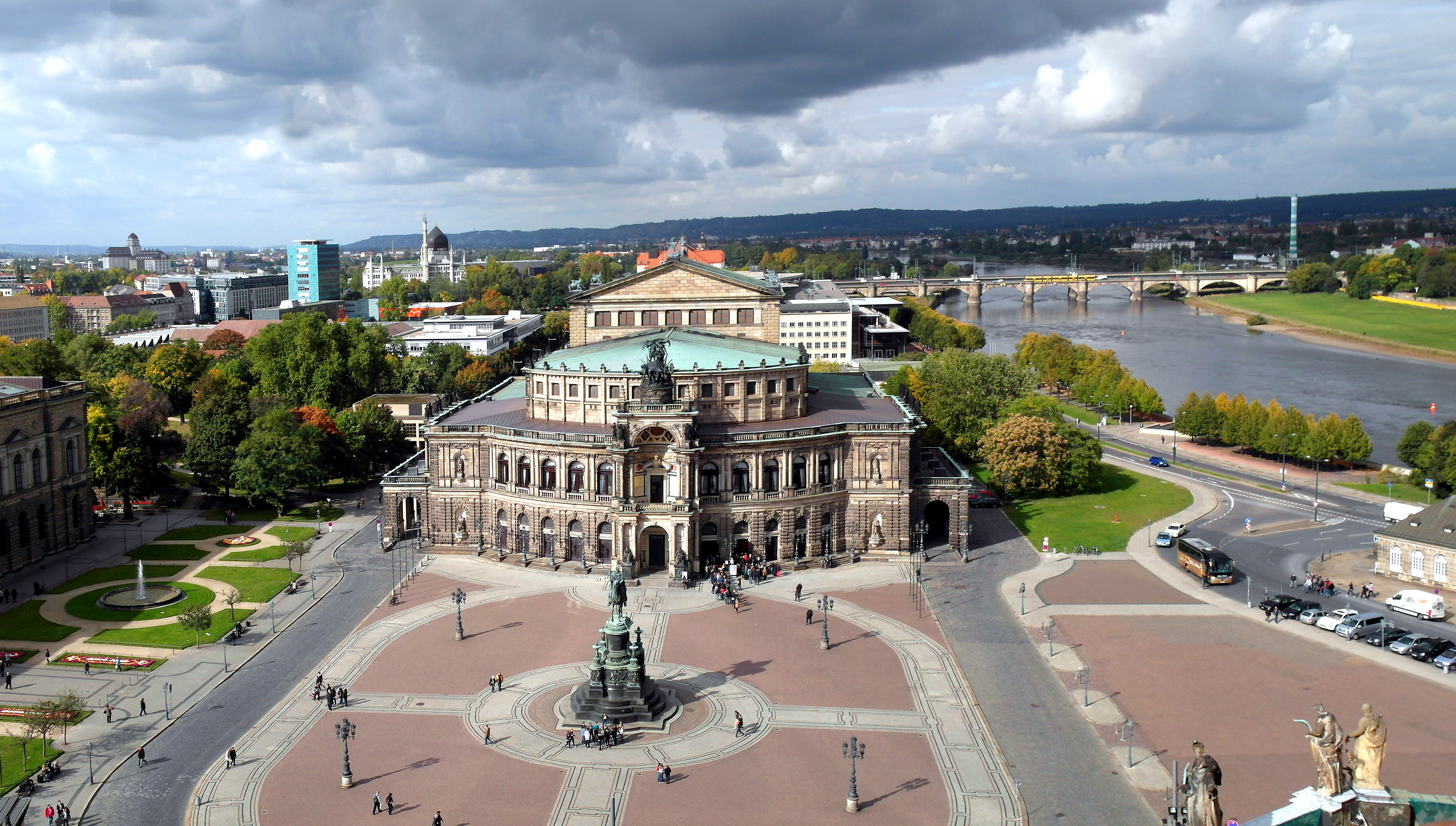
Die Semperoper

Bei den Finals 2025 werden auf dem Theaterplatz vor der Semperoper insgesamt sieben Wettbewerbe im Bogenschießen ausgetragen.

## Zeitplan
| Compoundbogen       |    |    |
| Recurvebogen        |    |    |
| Männer              | 2. | 3. |
| Compoundbogen       |    |    |
| Recurvebogen        |    |    |
| Mixed               | 2. | 3. |
| Compoundbogen       |    |    |
| Recurvebogen        |    |    |
| Jugend Recurvebogen |    |    |

|  | Medaillenentscheidung |

## Bilanz

### Medaillenspiegel
| Platz  | Land                | Gold | Silber | Bronze | Gesamt |
| ------ | ------------------- | ---- | ------ | ------ | ------ |
| 1      | Bayern              | 4    | 3      | 1      | 8      |
| 2      | Brandenburg         | 1    | 1      | 1      | 3      |
| 3      | Nordrhein-Westfalen | 1    | 1      | –      | 2      |
| 4      | Baden-Württemberg   | 1    | –      | 1      | 3      |
| 5      | Berlin              | –    | 1      | 2      | 3      |
| 6      | Schleswig-Holstein  | –    | 1      | –      | 1      |
| 7      | Hamburg             | –    | –      | 1      | 1      |
| 7      | Hessen              | –    | –      | 1      | 1      |
| Gesamt | Gesamt              | 7    | 7      | 7      | 21     |

### Medaillengewinner

#### Frauen
| Disziplin                | Gold                                                                   | Silber                                                                   | Bronze                                                                         |
| ------------------------ | ---------------------------------------------------------------------- | ------------------------------------------------------------------------ | ------------------------------------------------------------------------------ |
| Compoundbogen Mannschaft | Oberallgäuer GauschützenMarie Marquardt Katharina Raab Jennifer Walter | BC Initiative HergoldingSvenja Flechtker Katharina Kutscher Alessa Thiel | Hamburger Bogenschützen GildeÇiçek Akcakaya Mascha Heins Tanja Nordmeyer-Kuhne |
| Recurvebogen Mannschaft  | BSG EbersbergAmelie Aichinger Michelle Kroppen Elisa Tartler           | BSG RaublingKatharina Bauer Balbina Kellerer Charline Schwarz            | BSC BB-BerlinElina Idensen Melina Köpper Clea Reisenweber                      |

#### Männer
| Disziplin                | Gold                                                    | Silber                                                                   | Bronze                                                        |
| ------------------------ | ------------------------------------------------------- | ------------------------------------------------------------------------ | ------------------------------------------------------------- |
| Compoundbogen Mannschaft | TSV LindenbergFalk Just Lars Klinger Oliver Thiele      | 1. Kellinghusener BogenclubSebastian Hamdorf Leon Hollas Tim Krippendorf | SGi DitzingenMarkus Amann Jan Hoffmann Michael Kohl           |
| Recurvebogen Mannschaft  | FSG TachertingMatthias Mayer Felix Wieser Moritz Wieser | Sherwood BSC HerneJan Ginzel Mathias Kramer Lukas Winkelmeyer            | TS 1861 BayreuthNeil Bennemann Jakob Hetz Mario Schirrmeister |

#### Mixed
| Disziplin                      | Gold                                                 | Silber                                          | Bronze                                            |
| ------------------------------ | ---------------------------------------------------- | ----------------------------------------------- | ------------------------------------------------- |
| Compoundbogen Mannschaft       | Oberallgäuer GauschützenKatharina Raab Matthias Raab | Blankenfelder BSMarie Marquardt Tim Krippendorf | TSV LindenbergAntje Falk Just Falk                |
| Recurvebogen Mannschaft        | ETG WuppertalSilke Schultrich Patrick Tymiec         | SV KadeltshofenStephanie Felk Stephan Rueß      | SV 1962 DauernheimBianca Klotzsche Marc Klotzsche |
| Jugend Recurvebogen Mannschaft | SGi DitzingenMerle Frie Luis Schäuffele              | BSSC OlympiaAmelie Masche Johannes Reiher       | BSSC Olympia 2Pia Kallina Arthur Heizenrieder     |